# Lmbatavank
Koordinaten: 40° 36′ 30,1″ N, 43° 57′ 28,3″ O

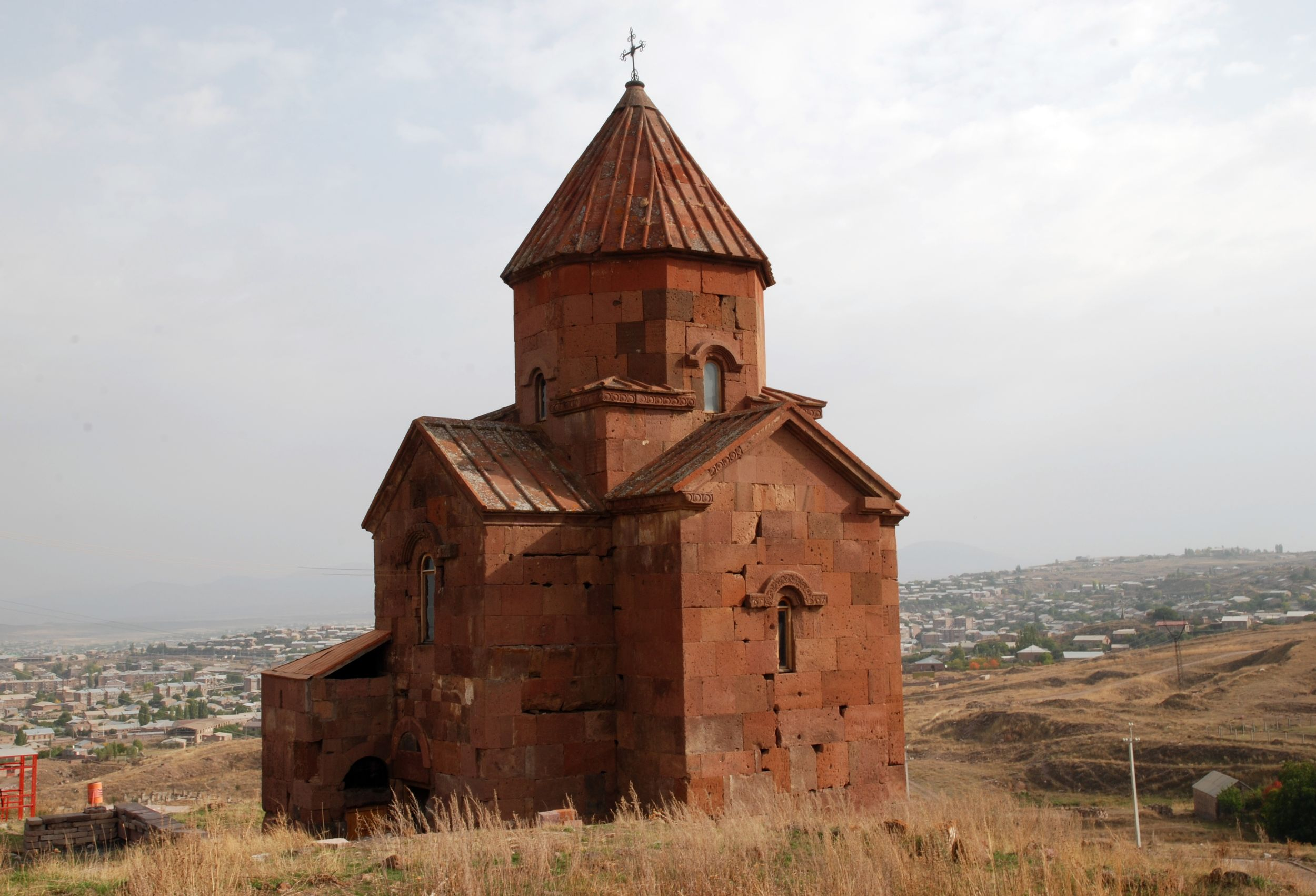
Lmbatavank von Nordwesten mit Blick über die Kleinstadt Artik

Lmbatavank (armenisch Լմբատավանք), auch Stephanuskirche, ist eine kleine, dem Heiligen Stephanus (armenisch Surb Stepanos) gewidmete Kreuzkuppelkirche der Armenisch-Apostolischen Kirche nahe der Stadt Artik in der nordarmenischen Provinz Schirak, die um 600 n. Chr. datiert wird. Mit ihren bedeutenden Malereiresten und ihrer Bauplastik stellt sie die insgesamt am besten erhaltene Kirche des 7. Jahrhunderts in Armenien dar.

## Lage
Lmbatavank liegt 1,5 Kilometer südwestlich des Stadtzentrums am Ende eines Fahrwegs, der westlich der Eisenbahnbrücke von der Straße zum fünf Kilometer entfernt gelegenen Nachbardorf Pemzaschen nach Süden abzweigt. Die Kirche ist am Hang eines flachen, mit Gras bewachsenen Hügels von weitem zu sehen.
Wie die meisten kleinen Kreuzkuppelkirchen ist Lmbatavank von einem alten Friedhof umgeben. Einige Chatschkare sind um die Kirche aufgestellt. Die wesentlich größere Sergius-Kirche in der Ortsmitte von Artik wird in die zweite Hälfte des 7. Jahrhunderts datiert.

## Architekturgeschichtliche Entwicklung

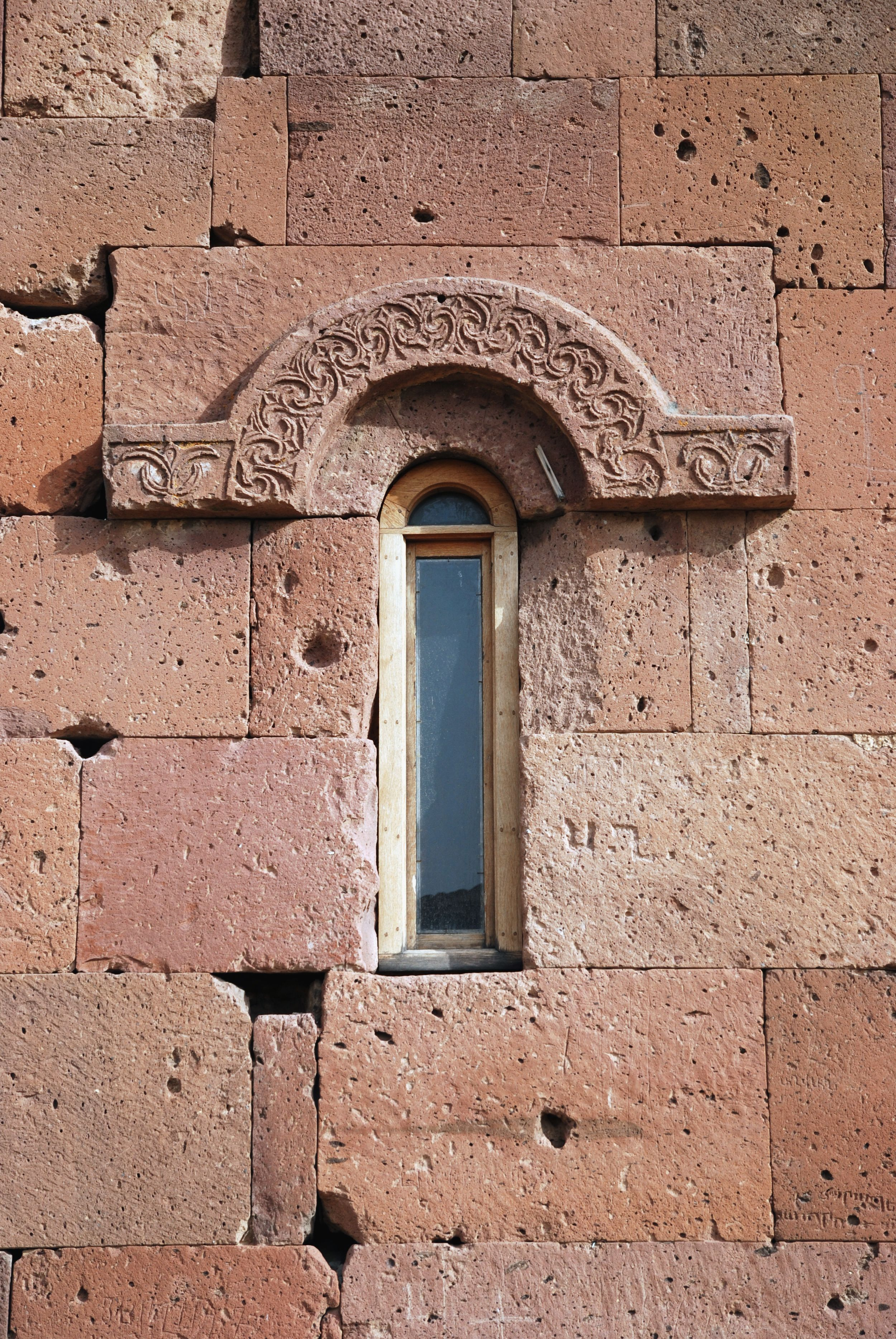
Ostfenster

Der älteste bekannte armenische Zentralbau mit vier Konchen ist der Neubau der Kathedrale von Etschmiadsin (Etschmiadsin II) um 485. Dieser große, nahezu vollständig symmetrische Grundplan mit vier zentralen, die Kuppel tragenden Mittelpfeilern wurde bis auf eine Ausnahme im 7. Jahrhundert weder innerhalb noch außerhalb Armeniens weiterverfolgt. Stattdessen entstanden mit Beginn des 7. Jahrhunderts kleine Tetrakonchen, bei denen Tambour und Kuppel auf den verstärkten Innenecken des kreuzförmigen Grundrisses ruhen: die Zionskirche (Mankanoz) in Oschakan und Hogevank nahe Sarnaghbyur. Im Dorf Awan (heute ein Stadtteil von Jerewan) blieb die um 600 errichtete älteste Kirche dieses Typs als Ruine erhalten. Der mit einem Steingewölbe überdeckte Zentralbau kam vermutlich aus Kleinasien nach Osten. Neben Lmbatavank sind aus dem 7. Jahrhundert die kleine Muttergotteskirche (Surb Astvatsatsin) von Talin und die Kamravor-Kirche von Aschtarak erhalten. Bei den frühesten Formen bleibt die Kreuzform im Umriss des Gebäudes sichtbar, sodass die vier innen halbrunden Konchen außen wie die rechteckigen Seitenarme einer Kreuzkuppelkirche in Erscheinung treten. Für die seltenere Gruppe der innerhalb eines äußeren Rechtecks eingeschlossenen Tetrakonchen sind vor dem 10. Jahrhundert keine Beispiele bekannt.
Kleine Trikonchenanlagen innerhalb der genannten Zeitspanne, bei denen wie in Talin (erste Hälfte 7. Jahrhundert) der Westarm zu einem rechteckigen Raum vergrößert ist, wurden meist an der Ostseite mit seitlichen Nebenräumen ausgestattet. Sie alle können – wie auch Lmbatavank – nur durch Stilvergleiche der Bauplastik ungefähr datiert werden. Die Abfolge der bekannten kleinen Kreuzkuppelkirchen im Einzelnen wird vorsichtig und unterschiedlich eingeschätzt.
Lmbatavank gehört zum Typus der kreuzförmigen Monokonchen, bei denen nur die Ostseite im Innern als halbrunde Apsis und die übrigen Seiten als Arme mit rechteckigem Grundriss ausgebildet sind. Außer der am besten erhaltenen Kirche von Lmbatavank gehören hierzu unter anderem die Kamravor-Kirche von Aschtarak und die noch kleinere Sankt-Sergius-Kirche von Bjni nahe Hrasdan. Weitere Kirchen dieses außen als Kreuzform in Erscheinung tretenden Typs wie der Monokonchos der Artavazik-Kirche in Bjurakan und ähnliche, teilweise rechteckig ummantelte Kirchen sind nur noch als Ruinen oder nach mehrmaligen Umbauten stark verändert überliefert.

## Bauform
Der im Grundplan kreuzförmige Monokonchos von Lmbatavank geht in einer für diesen Typus ungewöhnlichen Weise von der geraden Rückwand im Deckenbereich in eine Kalotte über, wie sie ansonsten für den Deckenanschluss bei halbrunden Apsiden üblich ist. Die vier inneren Wandecken sind durch Gurtbögen miteinander verbunden, die über Trompen in den Ecken zum innen und außen oktogonalen Tambour überleiten. Der Innenraum erhält spärlich Licht durch jeweils ein schmales Fenster in den Giebelseiten und darüber in den Haupthimmelsrichtungen der Tambourwände. Die Kuppel wird außen von einem achtseitigen Pyramidendach überragt. Der Tambour und die Satteldächer der Seitenarme sind nach einer Restaurierung wieder mit Steinplatten gedeckt, wie sie ursprünglich vorhanden waren. Der einzige Eingang liegt im Westen. Die Nordecke des Westarms füllt eine später angebaute winzige Kapelle mit einer halbrunden Apsis aus.
Die sorgfältig gefügten Quadersteine der Wände bestehen aus dem in Armenien weit verbreiteten rosa Tuff, einem leicht zu bearbeitenden Gestein, das bis heute in der Gegend von Artik abgetragen und zum Wohnhausbau verwendet wird. Die Friesbänder über den Rundbogenfenstern, die ineinandergreifende Kreisformen zieren und wenige, in die Außenwände eingelassene Reliefsteine sind von hoher Qualität. Das Profil an den Giebeln ragt mit einer stark gekrümmten Hohlkehle hervor. Die Kirche wurde mehrfach, zuletzt 1977 restauriert.

## Malerei

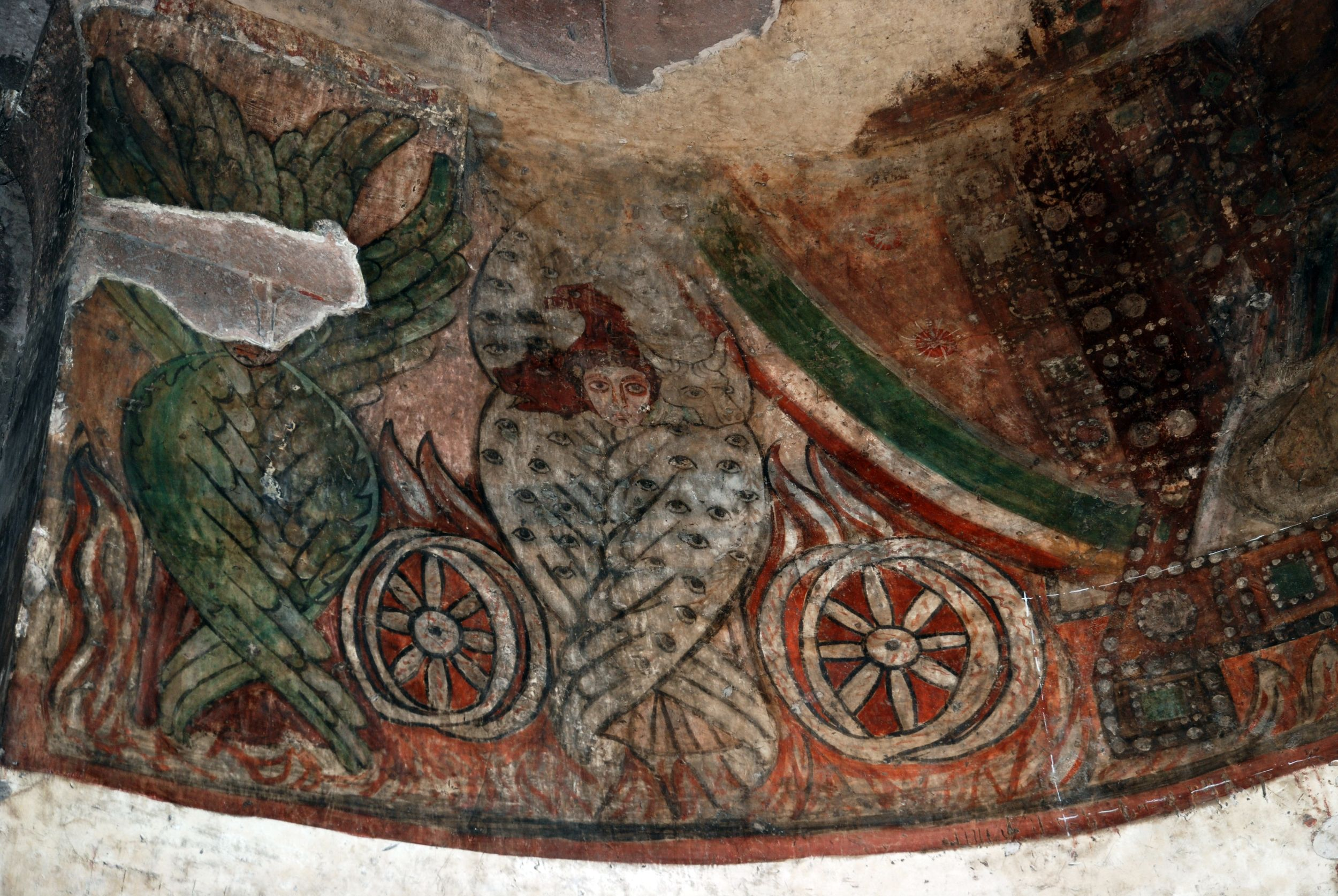
Malerei in der Apsiskalotte, linke Seite. Rechts: der mit Edelsteinen beschlagene untere Teil des Throns. Mitte: in weiße Flügel gekleidet der Tetramorph Lukas.

In der Apsiskalotte sind Fragmente der prophetischen Vision des Ezechiel aus dem Alten Testament und der untere Teil einer Majestas Domini zu sehen. Die Majestas Domini zeigt Jesus Christus vollständig von einer Mandorla umgeben auf seinem Thron. Erhalten blieben ein Halbkreis der regenbogenfarbigen (rot-weiß-grüner Streifen) Mandorla und ein Teil des Throns, der auf einem mit Edelsteinen verzierten Sockel steht. Auf beiden Seiten der Mandorla befinden sich jeweils zwei Evangelistensymbole (Tetramorphe). Die Figuren werden von ihren Flügeln eng umschlungen. Die weißen Flügel des als Stier gekennzeichneten Lukas sind mit großen menschlichen Augen übersät. Die Speichenräder an seinen beiden Seiten, die in der Vision Ezechiels beschrieben werden, verkörpern die Himmelskräfte. Aus ihnen schlagen Flammen nach oben. Diese Themen kommen häufig in den Apsiden östlicher und europäischer Kirchen im frühen Mittelalter vor, die vier Jesus Christus seitlich beigeordneten Evangelistensymbole sind jedoch für Armenien ungewöhnlich. Sie waren ferner an den Kathedralen von Mren und Talin vorhanden. An der seitlichen Ostwand nördlich der Apsis ist der auf einem dunklen Pferd reitende Heilige Georg zu sehen.
Die Wandmalereien von Lmbatavank wurden für Stilvergleiche herangezogen. Farbgebung und stilistische Merkmale wurden mit den Miniaturen des syrischen Rabbula-Evangeliars von 586 und dem armenischen Evangeliar der Königin Mlke von 862 in Verbindung gebracht. Die hellen ovalen Gesichter der Tetramorphe tauchen ähnlich in den vier abschließenden, im 6./7. Jahrhundert entstandenen Miniaturen des Etschmiadsin-Evangeliars auf.
Die Malereifragmente wurden im September 2013 von der italienischen Restauratorin Christine Lamoureux und dem armenisch-italienischen Architekten Paolo Arà Zarian in Eigeninitiative in wesentlichen Teilen restauriert. Geringer und schlechter als in Lmbatavank blieben Malereireste aus dem 7. Jahrhundert in der Kathedrale von Aruchavank, in den Kirchen Ziranavor und Karmrawor in Aschtarak und vom Anfang des 14. Jahrhunderts in der Muttergotteskirche von Jeghward bei Aschtarak erhalten.

## Literatur

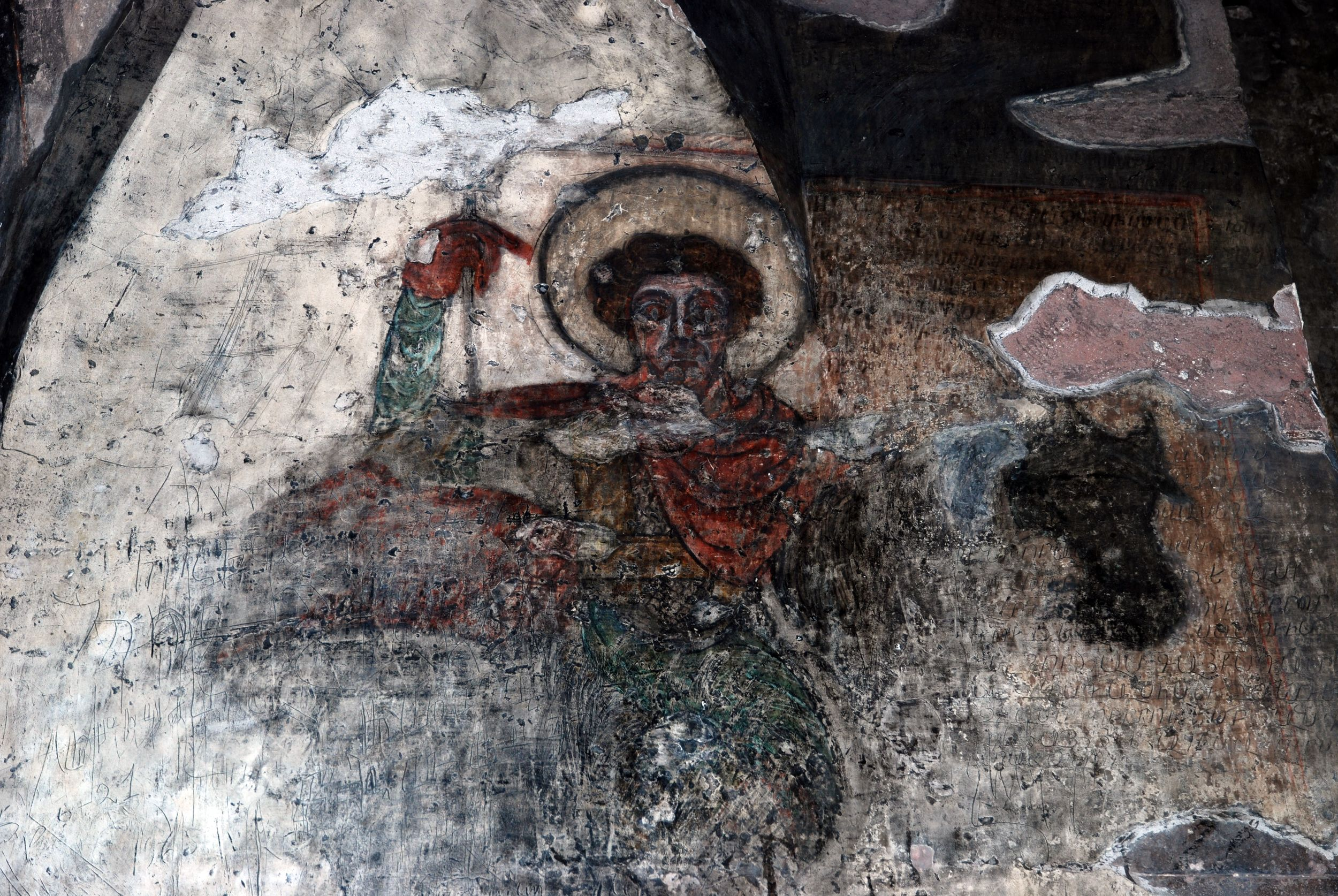
An der Ostwand nördlich der Apsis der Heilige Georg zu Pferd.